# Acyrthosiphon euphorbiae
Acyrthosiphon euphorbiae är en insektsart som beskrevs av Carl Julius Bernhard Börner 1940. Acyrthosiphon euphorbiae ingår i släktet Acyrthosiphon och familjen långrörsbladlöss. Inga underarter finns listade i Catalogue of Life.